# Głową w dół
Głową w dół – debiutancki album polskiego zespołu rockowego, Organizm, wydany 21 stycznia 2008, przez Kuka Records. Na brzmieniu płyty silnie odcisnęły piętno takie zespoły jak Joy Division i Sonic Youth, a z rodzimego podwórka - Republika. Płyta zawiera 13 kompozycji.

## Lista utworów
1. "R" - 2:21
2. "Głowa" - 4:35
3. "Teatry" - 3:48
4. "Teraz" - 3:22
5. "Między" - 4:22
6. "Przez ścianę" - 3:24
7. "Funk" - 2:48
8. "Prześwietlenie" - 3:20
9. "8 dzień" - 4:24
10. "Bukowski" - 4:12
11. "Piątek" - 2:55
12. "Nuda" - 5:16
13. "Wniebowzięci" - 5:08

## Twórcy
- Tomasz Gogolewski - gitara
- Andrzej Dąbrowski - wokal, gitara basowa
- Jakub Affelski - perkusja